# Грин (округ, Огайо)
Округ Грин (англ. Greene County) — округ, расположенный в штате Огайо, США. Административным центром является город Зиния. Получил своё название в честь американского генерала Натаниэля Грина.

## История
Округ Грин был основан 1 мая 1803 года.

## Население
По данным переписи населения США 2010 года, население округа составляет 161 573 человек в составе 61 825 домашних хозяйств и 39 160 семей. Население увеличилось на 9,3 % по сравнению с 2000 годом, когда в округе проживало 147 886 человек.
Плотность населения составляет 138 человек на км². На территории округа насчитывается 58 224 жилых строений, при плотности застройки 54 строения на км². Расовый состав населения: белые — 86,4 %, афроамериканцы — 7,2 %, коренные американцы (индейцы) — 0,3 %, азиаты — 2,9 %, гавайцы — 0,1 %, представители других рас — 0,38 %, представители двух или более рас — 1,66 %. Испаноязычные составляли 1,23 % населения.
В составе 32,80 % из общего числа домашних хозяйств проживают дети в возрасте до 18 лет, 58,00 % домашних хозяйств представляют собой супружеские пары проживающие вместе, 9,60 % домашних хозяйств представляют собой одиноких женщин без супруга, 29,20 % домашних хозяйств не имеют отношения к семьям, 23,00 % домашних хозяйств состоят из одного человека, 7,70 % домашних хозяйств состоят из престарелых (65 лет и старше), проживающих в одиночестве. Средний размер домашнего хозяйства составляет 2,53 человека, и средний размер семьи 3,00 человека.
Возрастной состав округа: 23,90 % моложе 18 лет, 13,70 % от 18 до 24, 27,00 % от 25 до 44, 23,60 % от 45 до 64 и 11,80 % от 65 и старше. Средний возраст жителя округа 36 лет. На каждые 100 женщин приходится 94,80 мужчин. На каждые 100 женщин старше 18 лет приходится 91,40 мужчин.
Средний доход на домохозяйство в округе составлял 48 656 USD, на семью — 57 954 USD. Среднестатистический заработок мужчины был 42 338 USD против 28 457 USD для женщины. Доход на душу населения составлял 23 057 USD. Около 5,20 % семей и 8,50 % общего населения находились ниже черты бедности, в том числе — 8,70 % молодежи (тех кому ещё не исполнилось 18 лет) и 6,90 % тех кому было уже больше 65 лет.